# Étienne Fouvry
Étienne Fouvry (1953) è un matematico francese.

## Biografia
Fouvry studiò presso l'École normale supérieure e conseguì il dottorato di ricerca, per l'opera intitolata Répartitions des suites dans les progressions arithmétiques nel 1981 presso l'Università di Bordeaux sotto la direzione di Jean-Marc Deshouillers e Henryk Iwaniec. In seguito fu professore presso l'Università Paris XI - Paris-Sud.

## Carriera
Fouvry lavorò molto sulla teoria analitica dei numeri, in particolare sull'ultimo teorema di Fermat. Alla luce del suo lavoro, Leonard Adleman e Roger Heath-Brown dimostrarono nel 1985 che il primo caso dell'ultimo del teorema di Fermat è vero per un numero infinito di numeri primi.

## Opere
- Cinquante ans de théorie analytique des nombres - Un point de vue parmi d'autres: celui des méthodes de crible. In : Jean-Paul Pier (editore), Development of Mathematics, 1950-2000. Birkhäuser 2000
- Sur le premier cas du théorème de Fermat. Séminaire de Théorie des Nombres de Bordeaux (1984),